# Stenomeria decalepis
Stenomeria decalepis là một loài thực vật có hoa trong họ La bố ma. Loài này được Turcz. miêu tả khoa học đầu tiên năm 1852.